# Symptome der Schizophrenie nach Schneider
Kurt Schneider unterschied 1938 bei der Schizophrenie zwischen Symptomen ersten und zweiten Ranges.
Die Symptome ersten Ranges erlauben nach Schneiders Meinung mit hoher Wahrscheinlichkeit (aber nicht mit absoluter Sicherheit) die Diagnose einer Schizophrenie, sofern eine andere Ursache (z. B. eine organische Erkrankung oder Einnahme einer toxischen Substanz) ausgeschlossen ist. In den Symptomen zweiten Ranges sind alle anderen Erscheinungen zusammengefasst, die bei Schizophrenie vorkommen können. Ihr Gewicht für die Diagnose ist geringer.

## Symptome ersten Ranges (Erstrangsymptome)
- Dialogische Stimmen, kommentierende Stimmen, Gedankenlautwerden
- leibliche Beeinflussungserlebnisse
- Gedankeneingebung, Gedankenentzug, Gedankenausbreitung, Willensbeeinflussung
- Wahnwahrnehmung (realen Wahrnehmungen wird eine wahnhafte Bedeutung beigemessen)
- sowie alles von anderen Gemachte oder Beeinflusste auf dem Gebiet des Fühlens, Strebens [der Triebe] und des Wollens

## Symptome zweiten Ranges (Zweitrangsymptome)
- Sonstige akustische Halluzinationen
- Zönästhesien im engeren Sinne
- Optische Halluzinationen, Geruchshalluzinationen, Geschmackshalluzinationen
- Einfache Eigenbeziehung, Wahneinfall